# Terminalia mameluco
Terminalia mameluco, também conhecido como pequi-doce, pelada, capitão-do-campo, araçá-d‘água ou mameluco, é uma espécie de planta do gênero Terminalia e da família Combretaceae.
Terminalia mameluco é estreitamente relacionada
à Terminalia guyanensis e Terminalia januariensis, diferindo destas pelo
fruto pequeno e pubescente e inflorescência alongada.

## Taxonomia
A espécie foi descrita em 1958 por Bento José Pickel.
O seguinte sinônimo já foi catalogado:  
- Terminalia kuhlmannii  Alwan & Stace

## Forma de vida
É uma espécie terrícola e arbórea.

## Descrição
Árvore de 5−35 m com folha 5−12,9 × 2,5−6 cm, cartácea, lâmina elíptica ou oboval, ápice
agudo a acuminado, base cuneada, face adaxial e abaxial serícea a glabrescente; tricomas hialinos; nervação broquidódroma, 5−8 pares de nervuras secundárias; pecíolo de 1−2,6 centímetros de comprimento, esparso-pubescente a glabrescente, glândulas ausentes.
Tem inflorescência de 3,5−8 centímetros de comprimento, espiga alongada, axilar ou terminal, bissexual. Sua flor é bissexual, com 5−6 milímetros de comprimento; hipanto inferior de2,8−3,5 milímetros de comprimento e claviforme;
hipanto superior de 2−2,5 milímetros de comprimento, campanulado; lobos do cálice 1−1,6 milímetros de comprimento,
reflexos; filetes do verticilo externo 3−4,5 milímetros de comprimento; filetes do verticilo
interno 3−4 milímetros de comprimento; disco nectarífero com cerca de 1,2 milímetros de diâmetro; estilete 4−5 mm
de comprimento. Seu fruto é betulídeo, com 1,4−3,5 × 1,6−5,6 cm, 2-alado, membranáceo ou coriáceo;
alas 0,9−1,2 × 1,4−2,1 cm, elíptica-oblongas, iguais; corpo 0,8−1,2 × 0,3−0,5
cm.
| Caule                               | Caule                                               |
| ----------------------------------- | --------------------------------------------------- |
| ramo superior                       | glabro                                              |
| Folha                               |                                                     |
| forma                               | elíptica/obovada                                    |
| ápice                               | acuminado/agudo                                     |
| base                                | cuneada                                             |
| consistência                        | cartácea                                            |
| nervação                            | broquidódroma/5 a 8 pares de nervura secundária 5   |
| indumento                           | seríceo/glabrescente                                |
| domácia                             | ausente                                             |
| glândula                            | ausente                                             |
| Inflorescência                      |                                                     |
| tipo                                | espiga                                              |
| forma                               | alongada                                            |
| posição                             | axilar ou terminal                                  |
| padrão das flores na inflorescência | hermafrodítica                                      |
| Flor                                |                                                     |
| hipanto inferior                    | claviforme                                          |
| hipanto superior                    | campanulado/lobo do cálice 5                        |
| lobo do cálice                      | conspícuo                                           |
| androceu                            | estame 10 inserido em 2 verticilo/antera cordiforme |
| indumento do estilete               | viloso da porção mediana a ápice                    |
| Fruto                               |                                                     |
| forma das ala do fruto              | elíptico                                            |
| número de ala                       | 2                                                   |

## Conservação
A espécie faz parte da Lista Vermelha das espécies ameaçadas do estado do Espírito Santo, no sudeste do Brasil. A lista foi publicada em 13 de junho de 2005 por intermédio do decreto estadual nº 1.499-R.

## Distribuição
A espécie é encontrada nos estados brasileiros de Bahia, Ceará, Espírito Santo, Minas Gerais e Pernambuco.
A espécie é encontrada nos  domínios fitogeográficos de Caatinga e Mata Atlântica, em regiões com vegetação de caatinga, floresta estacional semidecidual e floresta ombrófila pluvial.